# هربرت كورك
هربرت كورك (26 يوليو 1965 بلويفيل في الولايات المتحدة - ) (بالإنجليزية: Herbert Crook)‏ هو لاعب كرة سلة أمريكي في مركز هجوم صغير الجسم. لعب مع كواد سيتي ثندر وغراند رابيدز هوبز ‏ ولاكروس كاتبيردز ‏.

## وصلات خارجية
- هربرت كورك على موقع سبورتس رفرنس (الإنجليزية)
- هربرت كورك على موقع كلية كرة السلة في سبورتس رفرنس.كوم (الإنجليزية)
- هربرت كورك على موقع ريلجم (الإنجليزية)